# Enacción
La palabra enacción es una castellanización de una derivación del verbo inglés 'to enact', el cual significa «evidenciar algo existente y determinante para el presente» (como en los casos de un actor dando vida a un rol en una pieza teatral); o (para el caso de una gestión gubernamental): «dar funciones a una legislación determinante para el futuro». Para decirlo de una manera más general, 'to enact' y 'enactuar' admiten el sentido de «actuar una parte en una obra, construcción, desarrollo o crecimiento». Es por esto que la expresión «conocimiento enactivo» refiere a aquello que se adquiere a través de la acción del organismo en el mundo.
Este concepto es aplicable a una de las vías posibles para la organización del conocimiento, y asimismo la enacción postula y define una de las formas de interacción con el mundo. Jerome Bruner presentó una definición inicial en los años 1966 a 1968, asociando la enacción y distinguiéndola, con respecto a los otros dos caminos para la organización del conocimiento: el icónico y el simbólico. Otra definición, más recientemente, fue presentada por Francisco Varela.

## Conocimiento enactivo
El conocimiento enactivo es aquel que específicamente está construido, al cumplir una práctica, sobre las habilidades puestas en juego por quienes adquieren tal conocimiento. La vía enactiva, como un procedimiento de conexión contextual, y para la adquisición de conocimientos, puede ser instrumentada por la aptitud de sus agentes, sobre una amplia gama de comportamientos, desde los motores hasta los más intelectuales, formales y/o abstractos. Un ejemplo sencillo para capacidades motrices: el aprendizaje para conducir una bicicleta, que se realiza al tiempo de ir conduciendo al rodado. Dentro del mismo género: el aprender un deporte al practicarlo; y conocer la entidad de determinados objetos al manipularlos.
La permanencia práctica de un organismo en un entorno, es a la vez origen y resultado de la cognición enactiva. En una consecución de acciones y logros, los objetos inteligibles son generados como tales, para y por los organismos, en el curso de su comportamiento para el sostenimiento de su coherencia operacional. Esta noción muestra una continuidad con las consideraciones de Jean Piaget en cuanto a «la construcción del objeto». O sea, y citando al Psicólogo Suizo: los esquemas psicológicos de objeto formados por la inteligencia y el campo perceptivo del organismo, «están ligados a una serie de hábitos motores, a la vez fuentes y efectos de la construcción de este esquema».
La enacción participa en la organización del conocimiento, dentro de fenómenos «superiores», como la conciencia y la naturaleza del yo, con una relevancia que no tiene constancia empírica para un observador externo. Se asienta en la experiencia del participante en el fenómeno, en su ámbito interno. Sin embargo, esa relevancia no cuenta con abundante espacio dentro de los métodos científicos. Y a pesar de ello, en una ciencia con fuerte constancia empírica como es la biología, donde la experiencia verificable es un factor determinante para la validez de un conocimiento, fue donde creció la conceptualización del conocimiento enactivo. En ese terreno, la Biología, fue en el cual encaminó Francisco Varela lo que se seguiría; la validación disciplinaria de desarrollos científicos enfocados en la realidad de los ámbitos internos en los sujetos. Esto es: la construcción de una biología teórica.
Es de considerar, debido esto al carácter que tiene, como que es conducta la enacción, el que podamos referirle, en un acotamiento proveniente de la filosofía socrática, a una faceta conductual de ese método: la mayéutica. Sócrates y Platón consideran una preexistencia anímica de los sujetos. Pero, de igual modo, para que estos sujetos puedan efectuar la rememoración de sus conocimientos en el espíritu, que eran previos a su actual existencia; la persona conductora de esta anamnesis los incita a un movimiento. El método busca lograr que el interlocutor del guía descubra sus propias verdades. En el Teéteto, Sócrates enfatiza la importancia para los aspirantes al conocimiento, de «encontrar y alumbrar en sí mismos esos numerosos y hermosos pensamientos [...] Todas las cosas son producto de la corriente y del movimiento [...] ¿Y qué otra cosa ocurre con el alma? ¿No son el estudio y el ejercicio, verdaderos movimientos, los que le proporcionan las ciencias, la conservan en su estado y la vuelven mejor?».
El referente trascendentalista arriba mencionado, no contradice, sino que matiza la contemporaneidad de las ciencias cognitivo-enactivas, dentro de las cuales una corriente consistentemente afirma: «La cognición no es la representación de un mundo previamente dado, por una mente previamente dada, sino que más bien es la Enacción de un mundo y una mente, sobre la base de una historia de la variedad de acciones que pone en juego un ser viviente en el mundo». Y también: «La acción juega un rol crucial en los procesos cognitivos y perceptuales.» «La cognición es por eso el resultado de este acoplamiento del organismo y el entorno, ambos en el nivel de su coevolución.» Por ese procedimiento aferente-eferente, en inmanencia con el medio ambiente, se nos precisa entonces que: «Los procesos cognitivos no están más en la cabeza, sino que ellos incluyen toda la cadena comportamental: desde el mundo en el cual el comportamiento se alza, hasta los movimientos y percepciones que son constitutivos del comportamiento en sí mismo.» «Dentro de este abordaje, la Enacción es una Teoría Global del Conocimiento, una teoría de la percepción, y una meta-teoría sobre las teorías científicas de la investigación en la cognición»

## Interfaces enactivas
Una vertiente de investigación sobre el conocimiento enactivo está puesta tras el objetivo de la construcción de interfaces enactivas, que son sistemas interactivos que permiten organizar y transmitir este particular tipo de conocimiento. Las interfaces multimodales son candidatas capaces para la creación de interfaces enactivas, porque coordinan un uso combinado de la háptica, el sonido, y la visión. Tal investigación es la meta principal de la Red de Excelencia Enactiva, un consorcio europeo con más de veinte laboratorios de investigación, que unieron sus esfuerzos para la definición, desarrollo y explotación de interfaces enactivas. Estas son nuevos tipos de interfaces entre humanos y computadoras, que posibilitan expresar y transmitir el conocimiento enactivo, al integrar aspectos sensoriales diferentes. Las interfaces enactivas pueden ser consideradas como un nuevo paso en el desarrollo de la interacción humano-computadora, porque están caracterizadas por un bucle cerrado entre los gestos naturales del usuario (componente eferente del sistema) y las modalidades perceptivas que estén activadas (componente aferente). Las interfaces enactivas pueden ser concebidas para explotar este bucle directo y la capacidad del reconocimiento de gestos complejos.